# Krikor Balakian

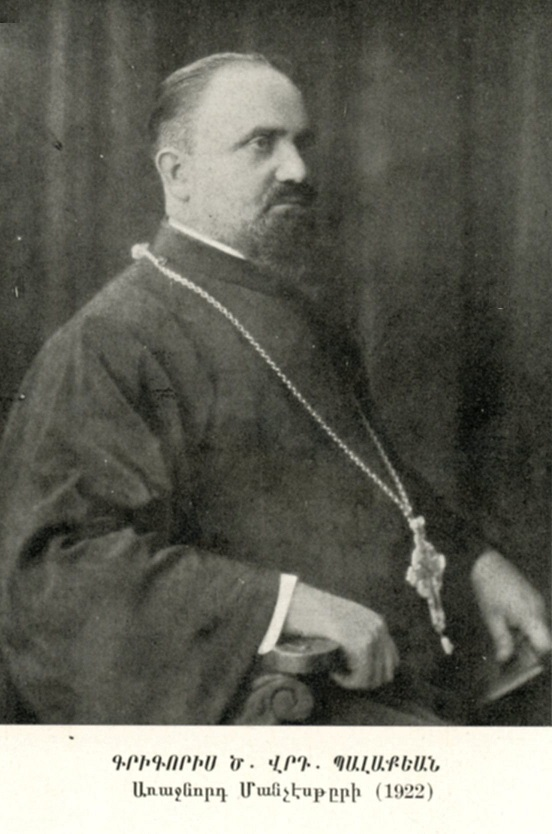
Krikor Balakaian (1922)

Krikor Balakian (armenisch Գրիգորիս Պալագեան, Transliteration Grigoris Palagean; * 1875 in Evdokia (heute Tokat); † 8. Oktober 1934 in Marseille) war ein armenischer Bischof, Augenzeuge des Genozids und Zeuge im Talaat-Prozess in Berlin.

## Leben
Krikor Balakian war Absolvent des Sanasarian Colleges von Karin (heute: Erzurum). Er studierte zwei Jahre Architektur in Deutschland und wurde schließlich Ingenieur-Geometer. Er ließ sich zum Vardapet weihen (bedeutet eigentlich Doktor; armenischer Titel für die höhere Geistlichkeit innerhalb der armenisch-apostolischen Kirche). Krikor Balakian gehörte zu den am „Roten Sonntag“, dem 24. April 1915, in Istanbul verhafteten ca. 250 armenischen Führungspersönlichkeiten.
Eine Gruppe wurde nach Ayaş abgeführt. Mit 190 anderen Armeniern aus der Hauptstadt wurde Balakian nach Çankırı nordöstlich von Ankara deportiert. Von diesen sollten nur 16 überleben. In einer Gruppe von 48 Deportierten marschierte er von Çankırı in Richtung Der Zor. Unterwegs gelang es ihm, das Vertrauen des Gendarmerie-Hauptmannes Şükri Bey zu gewinnen. Er erfuhr von dem Vernichtungsplan gegen die gesamte armenische Bevölkerung. Balakian gelang bei Islahie die Flucht. Zunächst konnte er als Arbeiter bei der Bagdadbahn untertauchen, wo sowohl türkische Deserteure als auch armenische Flüchtlinge als Zwangsarbeiter eingesetzt wurden. Als armenische Arbeiter zwischen Maraş und Bartsche erschlagen wurden, floh Balakian an einen anderen Bauabschnitt der Bagdadbahn und kann mit Hilfe deutscher Ingenieure, getarnt als Herr Bernstein, über Konstantinopel nach Paris entkommen.
Am Berliner Prozess 1921 gegen den Talaat-Pascha-Attentäter Soghomon Tehlirian trat er – neben Johannes Lepsius – als Zeuge der Verteidigung auf. Das deutsche Gericht war so erschüttert über die Berichte vom Völkermord-Geschehen im Osmanischen Reich, das der ehemalige Innenminister Talaat als einer der Hauptschuldigen zu verantworten hat, dass Tehlirian freigesprochen wurde.
Krikor Balakian wurde in der Folge Prälat von Manchester, London und schließlich Bischof von Marseille. Zwei Kirchen wurden in Marseille und Nizza (église Ste Marie, 1928) unter seiner Leitung gebaut, sowie diverse Kapellen und Schulen.

## Leistungen
Seine Memoiren Das armenische Golgotha sind eine wichtige Quelle des Völkermordes. Darin beschreibt er seine Erfahrungen während der Deportation. Krikor Balakian war einer der wenigen überlebenden Führungspersönlichkeiten, die über den Genozid berichteten. Da auch Komitas Vardapet zur selben Gruppe von Verhafteten wie Balakian gehörte, sind seine Aussagen über die Traumatisierung des berühmten Komponisten und Begründers der klassischen armenischen Musik, von besonderer Bedeutung. Komitas entging wahrscheinlich durch Intervention eines hochgestellten türkischen Freundes der Ermordung; sein seelischer Zustand verschlechterte sich nach der Erfahrung von Deportation und Massaker rapide. Er starb 1935 in einem psychiatrischen Krankenhaus in Paris.

## Werke
- Հայ Գողգոթան [Das armenische Golgotha; armenisches Original], Band 1, Mechitaristen-Kongregation, Wien 1922, Band 2, Imprimerie Araxes, Paris 1959. (französische Übersetzung: Le Golgotha arménien, Le cercle d’écrits caucasiens, La Ferté-Sous-Jouarre 2002 (Band 1) ISBN 2-913564-08-9, 2004 (Band 2) ISBN 2-913564-13-5
- Armenian Golgotha. A Memoir of The Armenian Genocide, 1915–1918, übersetzt von seinem Großneffen Peter Balakian und Aris Sevag, Alfred A. Knopf, New York 2009 ISBN 978-0-307-26288-2
- Kirchen von Ani